# Minacragides argentata
Minacragides argentata är en fjärilsart som beskrevs av Hopp 1922. Minacragides argentata ingår i släktet Minacragides och familjen Dalceridae. Inga underarter finns listade i Catalogue of Life.